# توماس تراپیدو
توماس تراپیدو (استونیایی: Toomas Trapido؛ زادهٔ ۱۵ آوریل ۱۹۷۲) استاد دانشگاه، سیاستمدار و نماینده سابق مجلس اهل استونی است.